# Charles Hambira
Vetunuavi Charles Hambira (ur. 3 czerwca 1990 w Windhuku) – namibijski piłkarz grający na pozycji środkowego obrońcy. Od 2020 jest zawodnikiem klubu African Stars FC.

## Kariera klubowa
Swoją karierę piłkarską Hambira rozpoczął w klubie Otjinene All Stars. Zadebiutował w nim w sezonie 2010/2011. W sezonie 2011/2012 był zawodnikiem Black Africa SC, z którym wywalczył mistrzostwo Namibii. W latach 2012–2019 występował w Tura Magic FC, a w sezonie 2019/2020 - w południowoafrykańskim TS Sporting FC. W 2020 przeszedł do African Stars FC. W sezonie 2022/2023 wywalczył z nim mistrzostwo kraju.

## Kariera reprezentacyjna
W reprezentacji Namibii Hambira zadebiutował 20 sierpnia 2017 w wygranym 2:0 meczu Mistrzostw Narodów Afryki 2018 z Komorami, rozegranym w Windhuku. W 2019 roku powołano go do kadry na Puchar Narodów Afryki 2019. Nie zagrał w nim w żadnym meczu.
W 2024 roku Hambira został powołany do kadry na Puchar Narodów Afryki 2023. Wystąpił w nim w jednym meczu grupowym, z Mali (0:0).